# Jours de la semaine en japonais
Comme la semaine européenne, la semaine japonaise est composée de sept jours. Sur les calendriers japonais, la semaine suit l'ordre des jours traditionnel, commençant le dimanche et se terminant le samedi. Chaque jour tire son nom de l'un des sept astres mobiles du ciel connus dans l'Antiquité. Ces astres sont eux-mêmes associés à l'un des cinq éléments, dont le kanji sert à transcrire le nom du jour. La prononciation est donnée en rōmaji.
| Français | Rōmaji    | Hiragana   | Kanji  | Signification                          | Mandarin  | Coréen          |
| -------- | --------- | ---------- | ------ | -------------------------------------- | --------- | --------------- |
| Dimanche | Nichiyōbi | にちようび | 日曜日 | Le jour du Soleil                      | rìyàorì   | 일요일 / iryoil |
| Lundi    | Getsuyōbi | げつようび | 月曜日 | Le jour de la Lune                     | yuèyàorì  | 월요일 woryoil  |
| Mardi    | Kayōbi    | かようび   | 火曜日 | Le jour de Mars (astre du feu)         | huǒyàorì  | 화요일 hwayoil  |
| Mercredi | Suiyōbi   | すいようび | 水曜日 | Le jour de Mercure (astre de l'eau)    | shuǐyàorì | 수요일 suyoil   |
| Jeudi    | Mokuyōbi  | もくようび | 木曜日 | Le jour de Jupiter (astre du bois)     | mùyàorì   | 목요일 mogyoil  |
| Vendredi | Kin'yōbi  | きんようび | 金曜日 | Le jour de Vénus (astre du métal)      | jīnyàorì  | 금요일 geumyoil |
| Samedi   | Doyōbi    | どようび   | 土曜日 | Le jour de Saturne (astre de la terre) | tǔyàorì   | 토요일 toyoil   |

Les noms de ces jours venant d'une utilisation ancienne en Chine, la prononciation en chinois mandarin standard moderne est également indiquée, mais les noms des jours de la semaine en chinois contemporain utilisent le numéro du jour à l'exception du dimanche. Les noms des objets célestes correspondants sont également indiqués.
On peut noter que les langues européennes effectuent la même correspondance entre noms d'astres et jours de la semaine. Ainsi, tous les jours de la semaine en français correspondent aux mêmes astres que leurs homologues japonais, coréens ou chinois anciens, à l'exception du samedi et du dimanche modifiés par la christianisation en jour de shabbat et jour du Seigneur. En revanche, en anglais par exemple, on retrouve le Soleil pour le dimanche avec Sunday et Saturne pour le samedi avec Saturday.